# 크리스마스 케이크

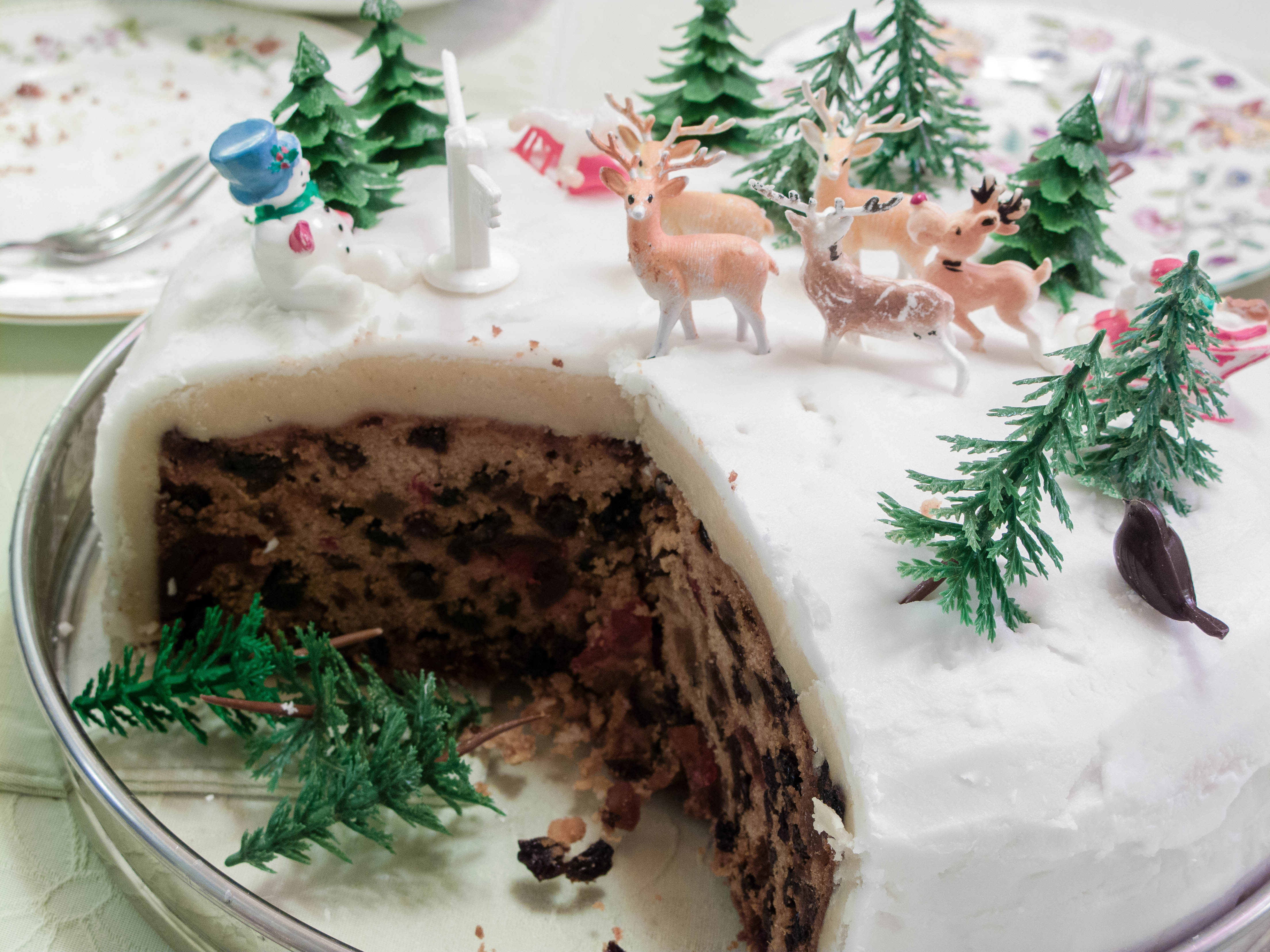
크리스마스 케이크

크리스마스 케이크(영어: Christmas cake)는 크리스마스를 축하하며 먹는 케이크이다. 영국의 크리스마스 케이크는 특히 12월 24일 (크리스마스 이브)와 12월 26일 (박싱 데이) 티타임에 제공되는 문화가 있다. 일본의 크리스마스 케이크의 역사는 제과업체 후지야가 창업한 1910년까지 거슬러 올라간다.

## 같이 보기
- 크리스마스 푸딩
- 크리스마스 쿠키